# Myriotrema costaricense
Myriotrema costaricense är en lavart som först beskrevs av Johannes Müller Argoviensis, och fick sitt nu gällande namn av Hale 1980. Myriotrema costaricense ingår i släktet Myriotrema och familjen Thelotremataceae.   Inga underarter finns listade i Catalogue of Life.